# Ota I. Bavorský

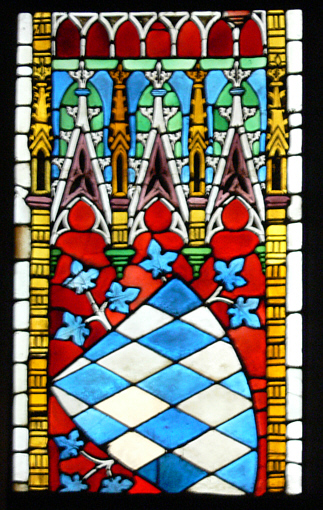
Znak Wittelsbachů na vitráži kláštera Seligenthal

Ota I. Bavorský (cca 1117 Kelheim – 11. července 1183 Pfullendorf) z dynastie Wittelsbachů byl bavorský falckrabě a od roku 1180 bavorský vévoda.

## Život
Ota byl synem bavorského falckraběte Oty V. († 1156) a Heiliky z Lengenfeldu. Titul falckraběte Ota zdědil po otcově smrti roku 1156 a roku 1180 byl císařem povýšen na vévodu bavorského.
Ota patřil po většinu svého života k věrným příznivcům štaufského císaře Fridricha Barbarossy. Svou věrnost císaři opakovaně prokazoval. Roku 1155 se Otovi podařilo zachránit císařské vojsko v kritické bitvě s veronskými vojáky a o dva roky později na říšském sněmu hrozil papežskému legátovi zbraní.
Nejen za tyto služby byl v září 1180 Ota odměněn. Získal od císaře vévodství bavorské. Užil si ho pouhé tři roky. Bavorský vévoda Ota I. je pohřben v benediktinském klášteře Scheyern.

## Rodina
Ota se kolem roku 1169 v Kelheimu oženil s Agnes z Loonu (asi 1150–1191), dcerou hraběte Ludvíka II. z Loonu. Z tohoto manželství se narodilo devět dětí:
- Ota (1169–1181)
- Žofie (1170–1238) ∞ 1196 lantkrabě Heřman I. Durynský (1152–1217)
- Heilica I. (* 1171) ∞ 1184 hrabě Dětřich z Wasserburgu (1142–1210)
- Anežka (1172–1200) ∞ 1186 hrabě Jindřich z Plainu († 1190)
- Richardis (1173–1231) ∞ 1186 hrabě Ota I. z Geldern
- Ludvík I. (1173–1231) ∞ 1204 Ludmila Přemyslovna (1170–1240), vdova po hraběti Albrechtovi III. z Bogenu
- Heilica II. (* 1176) ∞ 1190 hrabě Adelbert III. z Dillingenu († 1214)
- Alžběta (* 1178) ∞ hrabě Berthold II. z Vohburgu a markrabě z Chamu († 1209);
- Mechthilda (1180–1231) ∞ 1209 bavorský falckrabě Rapoto, hrabě z Ortenburgu a Kraiburgu (1164–1231).